# Жуантобе (Сузакский район)
Жуантобе (каз. Жуантөбе) — село в Сузакском районе Туркестанской области Казахстана. Административный центр Жуантобинского сельского округа. Код КАТО — 515635100.

## Население
В 1999 году население села составляло 1796 человек (930 мужчин и 866 женщин). По данным переписи 2009 года, в селе проживало 1645 человек (834 мужчины и 811 женщин).